# Himmelsbrief

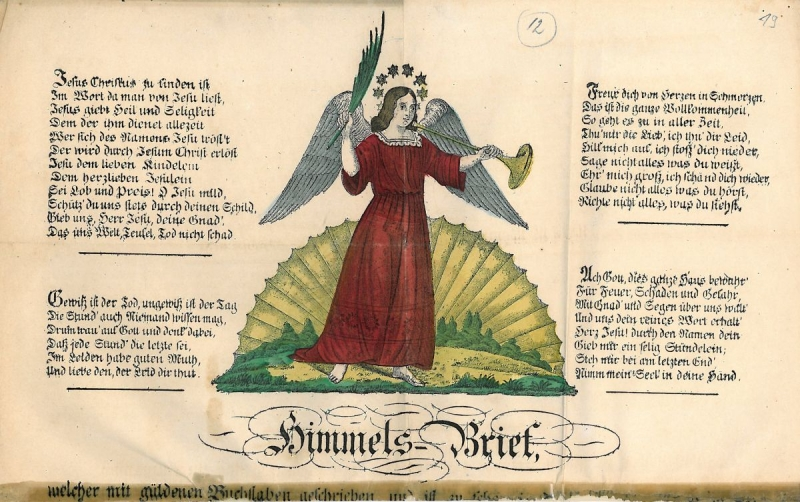
Himmelsbrief mit christlichen Texten und farbigem Engel, um 1800

Ein Himmelsbrief ist eine vermeintlich handgeschriebene Botschaft von Gott an die Menschen, die er selbst in Gold geschrieben habe. Die Himmelsbriefe enthielten oft Gebete, Forderungen nach Sonntagsheiligung und moralische Appelle. Sie versprachen den Menschen Heil gegen Nöte, Sorgen und Ängste, gelobten Schutz gegen Waffengewalt, Krankheiten, schwere Geburten, Unfälle, Unwetter und Feuer. In Kriegszeiten waren Himmelsbriefe populär, die zum Schutz zusammengefaltet als Amulett am Körper getragen wurden. Manche Himmelsbriefe stellen eine frühe Form des Kettenbriefes dar. Sie forderten zum Abschreiben und Verbreiten auf, Illustrationen wurden dabei oftmals nachgezeichnet oder Drucke handkoloriert.
Noch während des Zweiten Weltkriegs wurden die Briefe durch Abschreiben verbreitet. Nach 1945 ging die religiöse Bedeutung zunehmend verloren.

## Geschichte
Das Material zum Thema Himmelsbrief wird auch in der Fachliteratur als ausnehmend umfangreich bezeichnet. Es kann vermutet werden, dass überall dort auf der Welt, wo es Schriftkulturen gibt, auch Himmelsbriefe bekannt sind. Allein im europäischen Raum existieren Fassungen in mindestens 29 Sprachen. Daher können Studien und Analysen das Sujet nur partiell behandeln. Pergamente und Papiere zersetzen sich über die Jahrhunderte, Dokumente gingen verloren oder blieben unerkannt. Mögliche Fundorte für Himmelsbriefe sind unter anderem Truhendeckel und Schranktüren, da sie zuweilen mit solchen Blättern ausgeschlagen worden sind. Gleichfalls dienten sie als Wandbilder oder Einlagen in Gebetsbüchern. Eine schlüssige Entwicklungsgeschichte ist infolgedessen kaum nachzuverfolgen. Das Bilden von Kategorien ist wegen inhaltlichen Überschneidungen zu anderen Themen ebenfalls schwierig.
Die Herkunft der Himmelsbriefe wird auch mit „außerirdischen Ursprung“ betitelt. Diese Formulierung entspricht mutmaßlich einer alten Weltsicht mit den zwei Gegensätzen Erde und göttliches Himmelreich und beschreibt nicht ein modernes Verständnis von außerirdischen Lebensformen. Der Glaube an einen Himmelsbrief fußt auf einem menschenartigen Gottesbild. Dieser Gott teilt in dem Brief seinen göttlichen Willen mit.
„Ich bin daher zu euch gesandt

Zu machen disen Brief bekannt

Das ist Geboth euch nach gebühr

Durch mich wird offenbart allhier“
Himmelsbrief um 1750
Schutzbriefe aus dem Himmel fanden sich in der Antike in Griechenland und im Orient. Die Idee des Himmelbriefes hat die gnostisch geprägte Epistula Apostolorum beeinflusst. In christlicher Form reichen Himmelsbriefe bis ins 6. Jahrhundert zurück. Dieses göttliche Handeln erinnert an die Übergabe der Gesetzestafeln an Moses (Ex 32,15–16 ) oder an die Vorstellung, dass der Koran stückweise übermittelt worden wäre. Der Koran selbst ist als Himmelsbrief gedeutet worden. Parallelen sind außerdem in den Legenden der orthodoxen Ikonen zu finden: Zum einen wurden Ikonen ebenfalls vom Himmel gesandt wurden. Zum anderen entfalten sie ihre Kraft durch exaktes Kopieren der Vorlage. Himmelsbriefe kursierten auch in reformierten und protestantischen Kreisen. Diese Glaubensrichtungen avancierten im 19. Jahrhundert zu einem bedeutenden Kundenstamm. Die erste Form waren handschriftliche Blätter, später wurden sie auch im Druckverfahren hergestellt.

„Dieser Brief soll von Einem und dem Andern abgeschrieben, oder auch zum Druck übergeben werden.“

## Typisierung
Bei der Typisierung ist zu unterscheiden zwischen Himmelsbriefen – die vom Himmel kommen – und den sogenannten Gottesbriefen oder Briefen zum Himmel – die als Dankes- oder Bittschreiben an den Himmel gerichtet waren und etwa an Kultorten deponiert wurden.
Laut der Legende, gibt es drei Arten, in der ein Himmelsbrief die Menschen erreicht. Entweder fiel er vom Himmel herab. Oder er wurde übergeben, beispielsweise von einem Engel. Bei der letzten Variante handelte es sich um einen schwebenden Brief, der sich bei Zugriff der Hand jedoch entzog, so dass er abgeschrieben werden musste, um seine Botschaft in den Händen halten zu können. Ein Himmelsbrief zeigte sich stets einer bestimmten Person, deren Glauben auch nicht besonders stark sein musste.
Die Grenzen zwischen den Typen können fließend sein. Nicht alle Formen des Himmelbriefes drohen mit Unglück, so sie nicht weiter verbreitet werden; zur Differenzierung kann man von Himmelsbriefen und Himmelskettenbriefen sprechen. Eine Unterkategorie der Himmelsbriefe sind daher magisch-religiöse Kettenbriefe. Die Aufforderung zum Vervielfältigen soll den religiöse Glaubenskreis ausdehnen. Dem Himmelsbrief liegt demnach ein Missionsgedanke zugrunde.

„Dieser Brief soll immer von einander abgeschrieben werden, und wenn ihr so viele Sünden gethan habt, als Sand am Meer […], so sollen sie euch vergeben werden, […].“

Man unterscheidet in zwei Himmelsbrief-Hauptkategorien, dem Gredoria-Typus und dem Holsteiner-Typus. Die Begriffe stammen vom Namen und Ort der Unterüberschrift auf den Blättern der Himmelsbriefe.
Der Sinn des Wortes Gredoria sind unbekannt. Es soll einem Wortzauber entlehnt sein, der in Himmelsbriefen häufig in der Einleitung zu finden ist. Er verspricht die Wirkung und Glaubwürdigkeit des Briefes zu steigern. Briefe des Typs Gredoria führt als Herkunft die Michaeliskirche zu St. Germain an und den Erzengel Michael, der erzählt, dass der Brief in goldenen Lettern geschrieben worden sei. Inhaltlich sind beim Gredoria-Typ in der Regel keine Schutz- und Segensformeln enthalten, beim Holsteine-Typus hingegen schon.
Der Holsteiner-Typ scheint im Krieg geschaffen worden zu sein, weil er ein „Buchstaben-Amulett gegen Verwunden“ darstellt. Er enthielt vorgeblich Formeln für den Schutz vor Waffen.
Regionale Untergruppen weisen inhaltlich Parallelen zu einem der zwei Haupttypen auf. Die Gestaltung wurde von Druckverlagen gegenseitig kopiert und mit einer individuellen Note versehen. Die bedeutendsten Verlage für Himmelsbriefe im 19. Jahrhundert waren Gustav Kühn und Oehmigke & Riemschneider aus Neuruppin.

## Inhalt
Inhaltlich ging es anfangs darum, dass der Sonntag wieder verstärkt geheiligt werden solle. Im Mittelalter dominierte der sogenannte Sonntagsbrief, der unterschiedlich formuliert wurde.

„Ich gebiete sechs Tage zu arbeiten, und den siebenten sollt ihr Gottes Wort hören, wenn ihr es nicht thut, so will ich euch strafen bei theurer Zeit mit Pestilenz und Krieg.“

„Ferner sagt er, daß Derjenige, welcher am Sonntage arbeitet, von Gott verdammt sei; ich gebe euch sechs Tage, dieselbe zu verrichten, und am Sonntage sollt ihr in die Kirche gehen, […].“

Mit der Zeit wandelte sich der Inhalt zu allgemeineren moralischen Aufforderungen.

„Einer soll den Andern nicht tödten mit der Zunge und sollt nicht falsch gegen eure Nächsten sein. Freuet euch über eure Güter und Reichthümer nicht. Ehret Vater und Mutter. Redet nicht falsch Zeugniß wider eure Nächsten, so gebe ich euch Gesundheit und Segen.“

In der Weiterentwicklung ging der apokalyptische Charakter verloren. Stattdessen rückten lokale Details in den Mittelpunkt. Rahmenerzählungen wurden epischer ausgebreitet.
Himmelsbriefe versprachen Heil gegen Nöte, Sorgen und Ängste der Menschen. Die Himmelsbriefe versprachen Schutz gegen Waffengewalt, Krankheiten, schwere Geburten, Unfälle, Unwetter und Feuer.

„Wer diesen Brief im Hause hat, oder bei sich trägt, dem wird kein Donnerwetter schaden, und ihr sollt vor Feuer und Wasser und aller Gewalt des Feindes behütet werden.“

„Wenn eine Weißhaarige schwanger wäre und diesen Brief bei sich hätte, so würde sie glücklich gebären; […].“

Sowohl Katholiken als auch Protestanten verwendeten ihn an der Wand befestigt als Haus- oder Stallsegen. Der Brief erfuhr durch das Heilsversprechen eine Bedeutungsaufladung. In Notzeiten bildeten sie damit eine Bewältigungsstrategie aus magisch-religiösen Glauben.
Adressaten waren mitunter auch Gruppen von Menschen oder ganze Städte. Flavius Lucius Dexter, römischer Historiker des 4. Jahrhunderts, berichtet von einem Brief Marias an die Stadtbewohner von Messina. Dieser angebliche Brief Marias soll im Jahr 1467 im Stadtarchiv von Messina wieder aufgefunden worden sein. Girolamo Savonarola, dominikanischer Kirchenreformator, sprach in einer Predigt am 25. Oktober 1795 von einem Brief der heiligen Jungfrau an die Stadt Florenz.

### Politik
Politische Nutzen wurden in Himmelsbriefen genauso untergebracht. So soll sich Peter der Einsiedler auf einen Himmelsbrief berufen haben, in dem stand, dass „von überall her die Christenheit sich aufmachen solle, um die Heiden aus Jerusalem zu vertreiben“, um den Kreuzzug im Jahre 1095/96 zu predigen. Der Eremit Raniero Fasano, der 1260 die Bewegung der Flagellanten ins Leben gerufen hat, soll einen Brief von der heiligen Jungfrau Maria erhalten haben. Flagellanten aus Deutschland und Italien beriefen sich auf Himmelsbriefe, um ihre Bußbewegung als göttlich darzustellen. Geißler von 1260 und 1349 benutzten als Legitimation offenbar endzeitliche Himmelsbriefe. Bei Rulman Merswin, Angehöriger der religiösen Bewegung „Gottesfreunde“ im 14. Jahrhundert, spielten Himmelsbriefe eine Rolle. Matthias Flacius berichtet von einem Brief von Jesus Christus an das Konzil von Konstanz. Der Brief mit papstfeindlichen Inhalt sollte in der Bibliothek von St. Andreas in Braunschweig erhalten sein. Mystiker benutzten Himmelsbriefe, um ihre vermeintlichen Begegnungen mit Jesus zu beweisen. Ein Beispiel dafür ist der Brief, den Jesus der heiligen Baptista de Varanis (Klarissin aus Umbrien, † ≈1525) diktiert haben soll. Himmelsbriefe deutscher Mystiker behandelte der Volkskundler Adolf Spamer. Auch für die Reformationsbewegung wurden Himmelsbriefe eingesetzt.

### Kriegszeiten
Seit dem Dreißigjährigen Krieg (1618 bis 1648) waren in Kriegszeiten Himmelsbriefe populär, die zusammengefaltet am Körper getragen wurden, als Amulette und sogenannte Kugelsegen. So beschreibt beispielsweise Richard Heuberger im Artikel „Ein Himmelsbrief und ein wunderkräftiges Gebet aus der Zeit des ersten Weltkriegs“ einen Himmelsbrief eines an der Dolomitenfront gefallenen Soldaten.

„Ich beschwöre alle Gewehre und Waffen bei dem lebendigen Gott, im Namen Gottes des Vaters, des Sohnes und des heiligen Geistes. Ich bitte im Namen Jesus Christus Blut, daß mich keine Kugel treffen thut, sie seien von Gold oder Silber oder Blei, Gott macht mich von allen frei.“

„Wer dieses bei sich trägt, der wird nicht getroffen von dem feindlichen Geschütz und er wird vor Dieben und Mördern gesichert sein, er darf sich nicht fürchten vor Degen, Gewehren, Pistolen, denn so wie man auf ihn anschlägt, so müssen durch den Tod und Befehl Jesu Christi alle Geschütze still stehen, ob sie sichtbar oder unsichtbar, […].“

„Wer diesen Brief bei sich trägt, der wird nicht gefangen, noch von des Feindes Waffen verletzt werden, so wahr als daß Christus gestorben und gen Himmel gefahren ist, so wahr er auf Erden gewandelt hat, kann nichts gestohlen, gestoßen noch verletzt werden, Fleisch und Glieder Alles soll mir unbeschädigt bleiben.“

## Aufbau
Konrad Vanja hat die Gemeinsamkeiten der Himmelsbriefe in zehn Punkte gruppiert:
1. Verweis auf eine himmlische Herkunft
2. Legende zur Entstehung, wodurch der Brief glaubhaft erscheinen soll
3. Hinweis einen schwebenden Brief abzuschreiben, um dessen Kraft zu bannen
4. Segens- und Bittgebete
5. Memento-Mori-Formeln
6. Mahnungen
7. Haussegen
8. Gebot zur Heiligung des Sonntags
9. Hoffnung auf Glück und Gesundheit
10. Androhung von Unheil, wenn der Brief nicht vervielfältigt wird

Wesentliche Elemente sind darüber hinaus Abbildungen und graphische Elemente, die selbst auf handkopierten Versionen nachgezeichnet wurden. Die Abbildungen zeigen beispielsweise „das wundersame Ereignis der Herabsendung des Briefes“ oder Heiligenszenen, zum Beispiel Erzengel Michael, der Satan bezwingt.

## Bekämpfung
Obwohl die Himmelsbriefe oft Gebete, Forderungen nach Sonntagsheiligung und Moral enthielten, waren sie von der Amtskirche nicht erwünscht. Die Kirche bekämpfte seit dem 6. Jahrhundert in mehreren Konzilien die Praxis der Himmelsbriefe. Im Mittelalter sprach sich Gerardus Cameracensis (um 1012) scharf gegen einen angeblich von Christus verfassten Brief aus, dessen Inhalte er trotz des Aufrufes zu Frieden und Samstagsfasten, als theologisch unhaltbar betitelte. Auch weltliche Instanzen erließen insbesondere im 19. Jahrhundert mehrfach Verordnungen gegen den Handel und die Verbreitung von Himmelsbriefen. Als „eine Art Laienbibel“ bezeichnet Viktor Gotthilf Kirchner die Himmelsbriefe, deren Widersprüche er in seiner Schrift „Wider die Himmelsbriefe“ von 1908 aufzeigt. Im NS-Regime arbeitete das Propagandaministerium den Himmelsbriefen und „konfessionellen Kettenbriefwesen“ entgegen.

## Weiterentwicklung
Fachleute sehen eine thematische Überlappung und spätere Weiterentwicklung der Himmelsbriefe zu Kettengebeten und den ersten Glückskettenbrief. Kettengebete, das bedeutet Gebete die zum Verbreiten aufriefen, fanden während der zwei Weltkriege eine beträchtliche Verbreitung. In den 1930ern wurden die Briefe verstärkt als Bilderbogen gedruckt. Noch während des Zweiten Weltkriegs wurden die Briefe durch Abschreiben verbreitet. Mit dem Ende des Zweiten Weltkrieges flaute die Relevanz des Himmelskettenbriefes ab. In sogenannten Glückskettenbriefen werden die Schreiben kopiert und weitergeleitet, aus der Angst eines drohenden Unheils heraus. Die Verbreitung aus religiösen Gründen, wie im Himmelsbrief, ging dabei verloren. Der religiöse Aspekt als Inhalt wurde letztlich gänzlich ausgelöscht. Gott als Verfasser wurde durch Personen des öffentlichen Lebens oder Freunde ersetzt. Gebete waren nicht mehr im Inhalt zu finden. Drohungen waren profan begründet oder wurden ganz weggelassen.

## Galerie

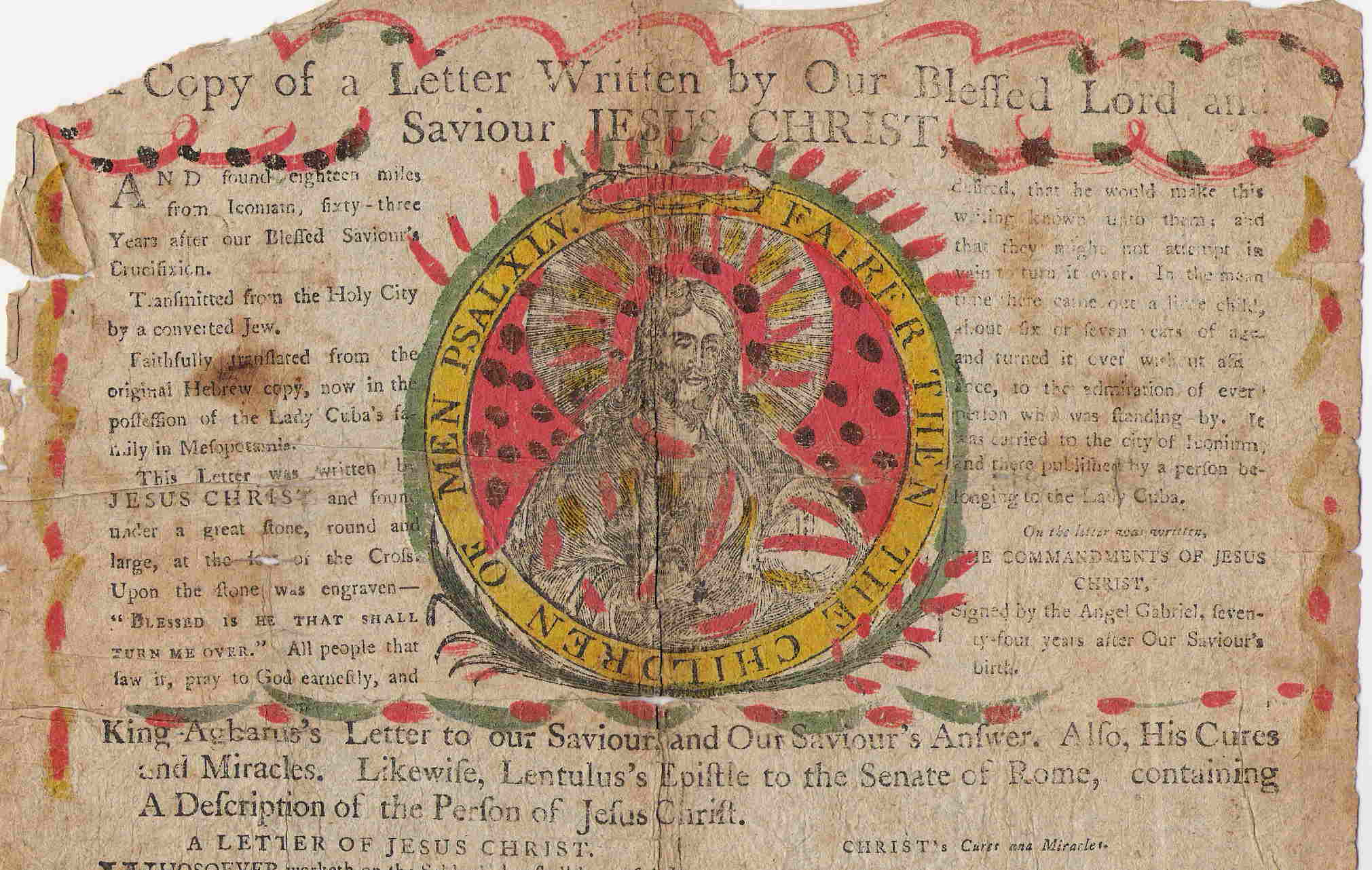
Himmelsbrief mit Kettenbriefcharakter aus England (18. Jh.)
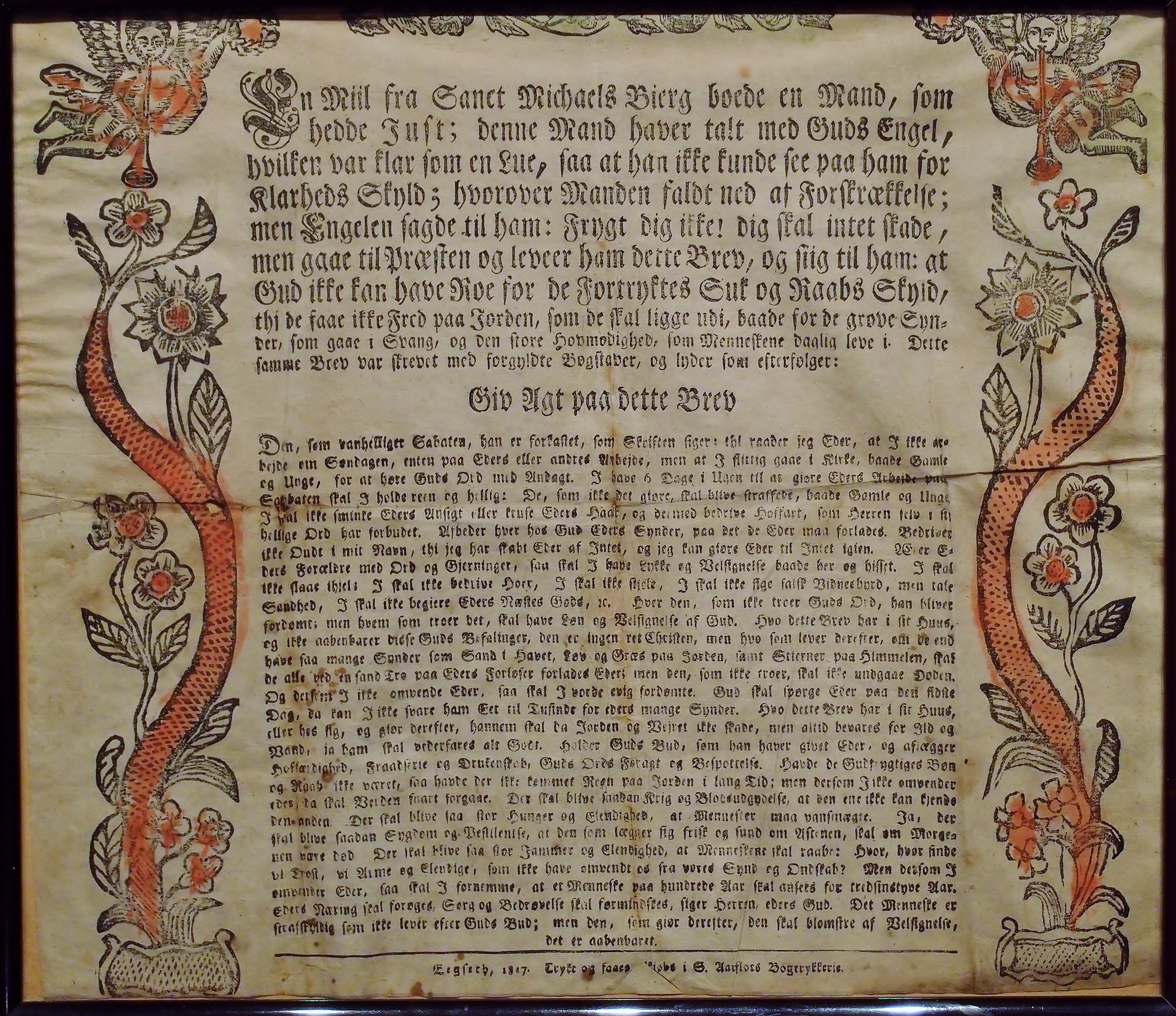
Himmelsbrief aus Norwegen (1817)
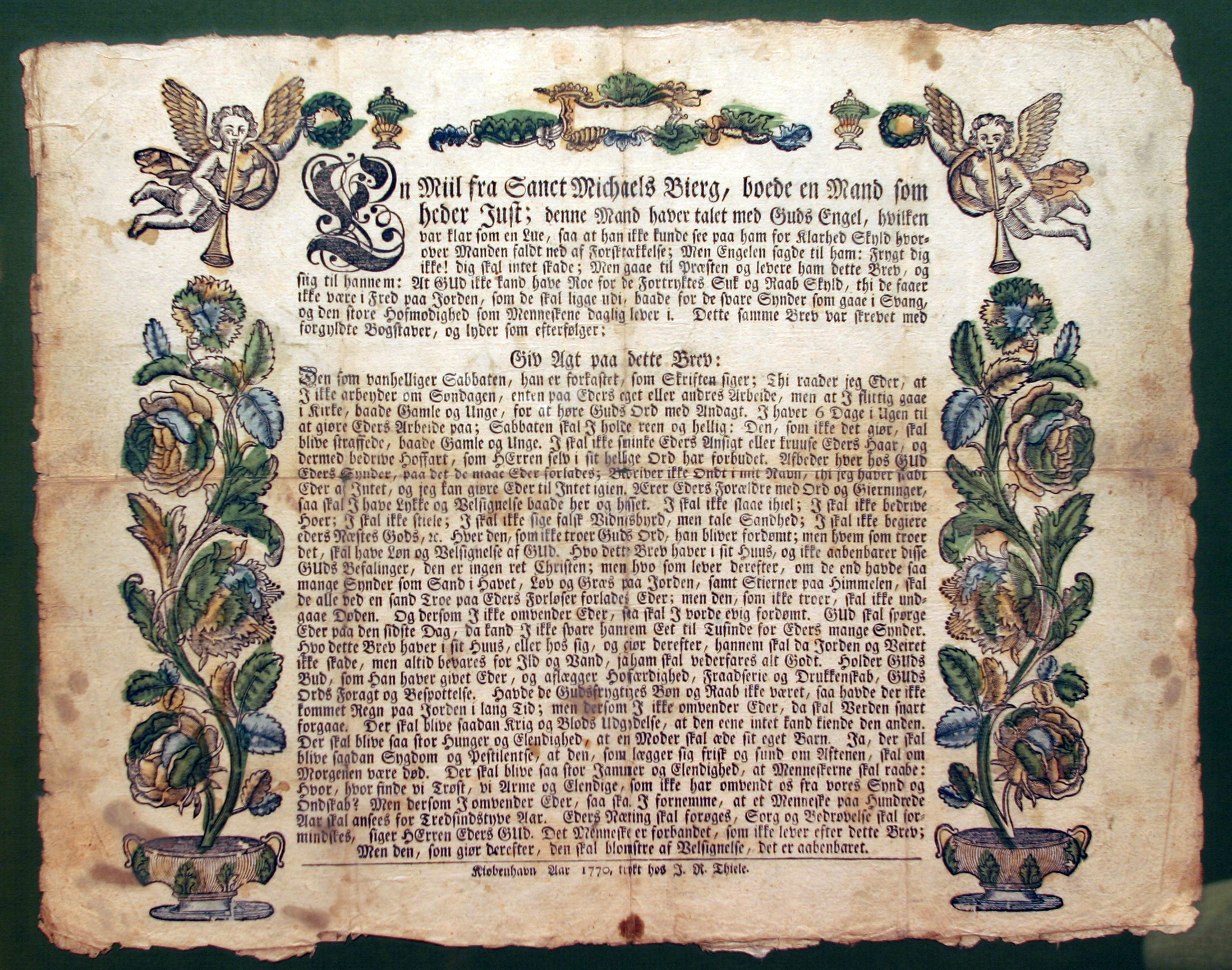
Himmelsbrief aus Kopenhagen, Verwendung als Amulett (1770)